# Dinamica molecolare
Si identifica in generale con il termine dinamica molecolare quell'insieme di tecniche computazionali di simulazione che, mediante l'integrazione delle equazioni del moto, permette di studiare la dinamica di evoluzione di un sistema fisico e chimico a livello atomico e molecolare. 

## Schema generale di un codice MD
Lo schema generale di un codice di dinamica molecolare è riportato nella figura sottostante:

## Tipologie di dinamica molecolare
Il modo di descrivere le interazioni (ovvero la scelta del potenziale interatomico) e il modo di descrivere le traiettorie delle particelle (classico o quantistico) caratterizza fortemente il tipo di dinamica molecolare. Essa potrà suddividersi in: 
- dinamica molecolare classica,
- dinamica molecolare semi-classica (ad esempio con l'uso di potenziali interatomici semiempirici),
- dinamica molecolare quantistica (ad esempio il metodo ab initio o Car-Parrinello).

Una dinamica molecolare classica è adatta a trattare sistemi semplici e ben noti, almeno a livello del comportamento chimico delle singole specie in gioco. Data la sua forte parametrizzazione permette, a fronte della semplificazione del modello, di studiare un elevato numero di atomi (dell'ordine delle centinaia di miglia di atomi, con picchi oltre il miliardo) con finestre temporali fino al microsecondo. Queste caratteristiche permettono alla tecnica di studiare tipicamente proprietà meccaniche (es. fratture) di sistemi estesi su scala nanometrica e, in casi limite, micrometrica.
Una dinamica molecolare ab initio, al contrario, ha il vantaggio di descrivere dettagliatamente le proprietà elettroniche, chimiche e fisiche del sistema senza porre alcuna forte ipotesi iniziale sul comportamento chimico delle singole specie in gioco; per questo motivo si adatta molto bene allo studio di reazioni di catalisi o all'identificazione di modelli per sistemi fortemente metastabili e chimicamente reattivi. Un così elevato grado di complessità nella descrizione a livello atomico del comportamento chimico delle specie implica un elevatissimo costo computazionale con conseguente riduzione delle dimensioni dei sistemi simulabili (dai 15000 ai 40 a seconda dell'approssimazione) e delle rispettive finestre temporali di osservazione (inferiori al ns).

### Dinamica Molecolare Classica
Il termine dinamica molecolare classica indica una estensione al caso dinamico della meccanica molecolare classica: le molecole vengono caratterizzate computazionalmente in funzione di parametri che esprimono le loro caratteristiche fisiche per mezzo delle leggi che appartengono al mondo della fisica classica. L'estensione al caso dinamico della meccanica molecolare avviene semplicemente per mezzo della equazione di Newton del moto:
- si prenda ad esempio un punto nello spazio monodimensionale con coordinate x note, la sua velocità in un dato istante t sarà pari a

{\displaystyle {\frac {\operatorname {d} x}{\operatorname {d} t}}=v}
e la sua accelerazione viene definita come
{\displaystyle {\frac {\operatorname {d} ^{2}x}{\operatorname {d} t^{2}}}=a}
- L'equazione di Newton per il moto permette di relazionare con la forza la accelerazione

{\displaystyle {\frac {\operatorname {d} ^{2}x}{\operatorname {d} t^{2}}}=a={\frac {F}{m}}}
e da questa ottenere la velocità per integrazione,
{\displaystyle \int a{\operatorname {d} t}=v}
riuscendo così a descrivere l'oggetto cinematicamente e dinamicamente.
- La meccanica molecolare fornisce per ogni molecola parametrizzata un potenziale V (comunemente detto force field o campo di forze), da cui si può facilmente ottenere per derivazione la forza esercitata su un punto nello spazio dalla molecola

{\displaystyle {\frac {\operatorname {d} V}{\operatorname {d} x}}=F}
e da questa, come precedentemente mostrato, si possono ricavare accelerazione e velocità, ricavandone le informazioni dinamiche (dando il nome della tecnica) sul sistema.
Quanto mostrato fino a qui è solo un esempio relativo ad un punto in uno spazio monodimensionale: ovviamente la dinamica molecolare studia oggetti nello spazio non puntiformi, per cui la complessità della trattazione appare subito evidente nell'implementare algoritmi efficienti e veloci per valutare correttamente le forze e i contributi di ogni singolo atomo alla generazione di forze.
Inoltre, per ottenere una progressione del sistema nel tempo, sono stati sviluppati opportuni algoritmi con lo scopo di raggiungere un tempo successivo a quello del calcolo partendo da quest'ultimo, procedimento che viene iterativamente ripetuto fino a raggiungere il tempo desiderato (tipicamente dell'ordine dei 1-10 nanosecondi su un singolo processore e diverse centinaia di nanosecondi per i supercomputer/cluster di processori).
Il vantaggio di una siffatta tecnica è la sua estrema agilità matematica e l'esiguo costo computazionale se confrontata con i metodi quantomeccanici, che richiedono un apparato matematico più rigoroso: per converso, mancando del rigore dei metodi quantomeccanici, i calcoli effettuati in tal modo contengono una forte approssimazione di alcune proprietà.
Grazie ai suoi vantaggi, la dinamica molecolare classica nell'ultimo ventennio ha trovato grandi applicazioni nello studio delle proteine, dei lipidi e dei polimeri, ovvero sistemi grandi il cui costo computazionale per un eventuale studio quantomeccanico sarebbe stato addirittura incalcolabile.
La dinamica molecolare è uno strumento che si è rivelato di grande utilità nella scienza dei materiali e assume attualmente un ruolo sempre più importante in svariate discipline specialistiche. Esse vanno dalla chimica teorica alla fisica delle superfici, allo studio delle biomolecole alla stessa informatica teorica offrendo la possibilità, con le attuali potenze di calcolo raggiungibili, di simulare esperimenti con un elevato livello di complessità e realismo.
Nel campo della scienza dei materiali essa permette di simulare caratteristiche strutturali ed energetiche di sistemi complessi, quali ad esempio, solidi amorfi, leghe, liquidi, difetti in semiconduttori, superfici e dinamiche di crescita di film sottili per fare solo alcuni esempi.
Le prime simulazioni di dinamica molecolare risalgono agli anni 50 e 60 ad opera di Alder, Rahman, Wainwright, Gibson e Verlet; per quanto riguarda sistemi molto grandi come proteine e polimeri, invece, si dovette attendere la seconda metà degli anni ottanta, soprattutto per l'avvento di macchine calcolatrici considerevolmente efficienti e performanti proprio in quegli anni. Ricordiamo tra tutti il lavoro pionieristico di Aneesur Rahman all'Argonne National Laboratoriy, che nel 1964 verificò con successo e straordinaria precisione le proprietà dell'argon liquido. Nel 2004 viene rilasciato da Marrink e collaboratori il campo di forza Martini, tuttora utilizzato per simulare la dinamica molecolare di varie macromolecole.

### Dinamica Molecolare Quantistica
La Dinamica Molecolare Quantistica si distingue dalla Dinamica Molecolare Classica per il modo di descrivere le traiettorie delle particelle associando ad ognuna di esse una funzione d'onda soluzione dell'equazione di Schrödinger a molti corpi. Tale metodo di calcolo risulta essere parecchio oneroso dal punto di vista computazionale: è infatti possibile risolvere correttamente l'equazione di Schroedinger analiticamente ed in modo esatto solo per tre corpi, per cui di fatto qualsiasi calcolo basato su tale descrizione fisica necessita un elevato livello di elaborazione numerica per la ricerca di soluzioni approssimate in modo corretto a dispetto della loro non analiticità.

### Dinamica Molecolare Quantisticaab initio
L'idea base di una simulazione di dinamica molecolare secondo i principi della meccanica quantistica applicata ab initio è quella di derivare le forze interatomiche direttamente dalla struttura elettronica del sistema simulato in modo autoconsistente conoscendo esclusivamente le specie atomiche in gioco. Addentrarsi qui nei dettagli di una trattazione teorica di modello ab initio, data la sua complessità e il livello altamente specialistico, va oltre gli scopi di questo paragrafo: è però necessario tuttavia chiarire che al momento lo "schema" maggiormente diffuso per la trattazione computazionale di tale dinamica è il metodo Car-Parrinello, così denominato dal nome dei due fisici (Roberto Car e Michele Parrinello) che, a metà degli anni ottanta del secolo scorso, lo idearono. Essi si basarono sull'utilizzo di onde piane per la trattazione degli elettroni di valenza degli atomi presi in considerazione, mentre per la trattazione degli elettroni di core fu scelto l'utilizzo di pseudopotenziali.
I diritti sul codice sorgente del software necessario per effettuare studi basati su questo schema di dinamica molecolare quantistica ab initio (detto, per l'appunto, Car-Parrinello Molecular Dynamics, CPMD) è al momento posseduto congiuntamente dall'IBM e dalla Max Planck Geselleschaft di Stoccarda: è tuttavia distribuito previa autorizzazione al sito www.cpmd.org.

### Dinamica Molecolare Quantistica Semiempirica
Una dinamica molecolare quantistica semi-empirica (es. tight binding semi-empirico) si differenzia, rispetto ad una ab initio, per la parametrizzazione di una parte del potenziale inter-atomico per mezzo del fitting di alcune grandezze caratteristiche a partire da dati esterni (simulazioni ab initio e dati sperimentali).
Questa parametrizzazione fa perdere di generalità il modello, ma permette al tempo stesso di ridurre notevolmente il carico computazionale, dando accesso allo studio di sistemi dell'ordine del migliaio di atomi ed oltre (es. TBMD O(n3) attorno ai 600 atomi, O(n) arriva oltre 20000 atomi), del tutto impensabili per tecniche ab initio.
Anche qui, tralasciamo i dettagli di una trattazione teorica del modello semi-empirico.